# Voeltzkowia mobydick
Espèce
Synonymes
- Sirenoscincus mobydick Miralles, Anjeriniaina, Hipsley, Müller, Glaw & Vences, 2012

Voeltzkowia mobydick est une espèce de sauriens de la famille des Scincidae.

## Répartition

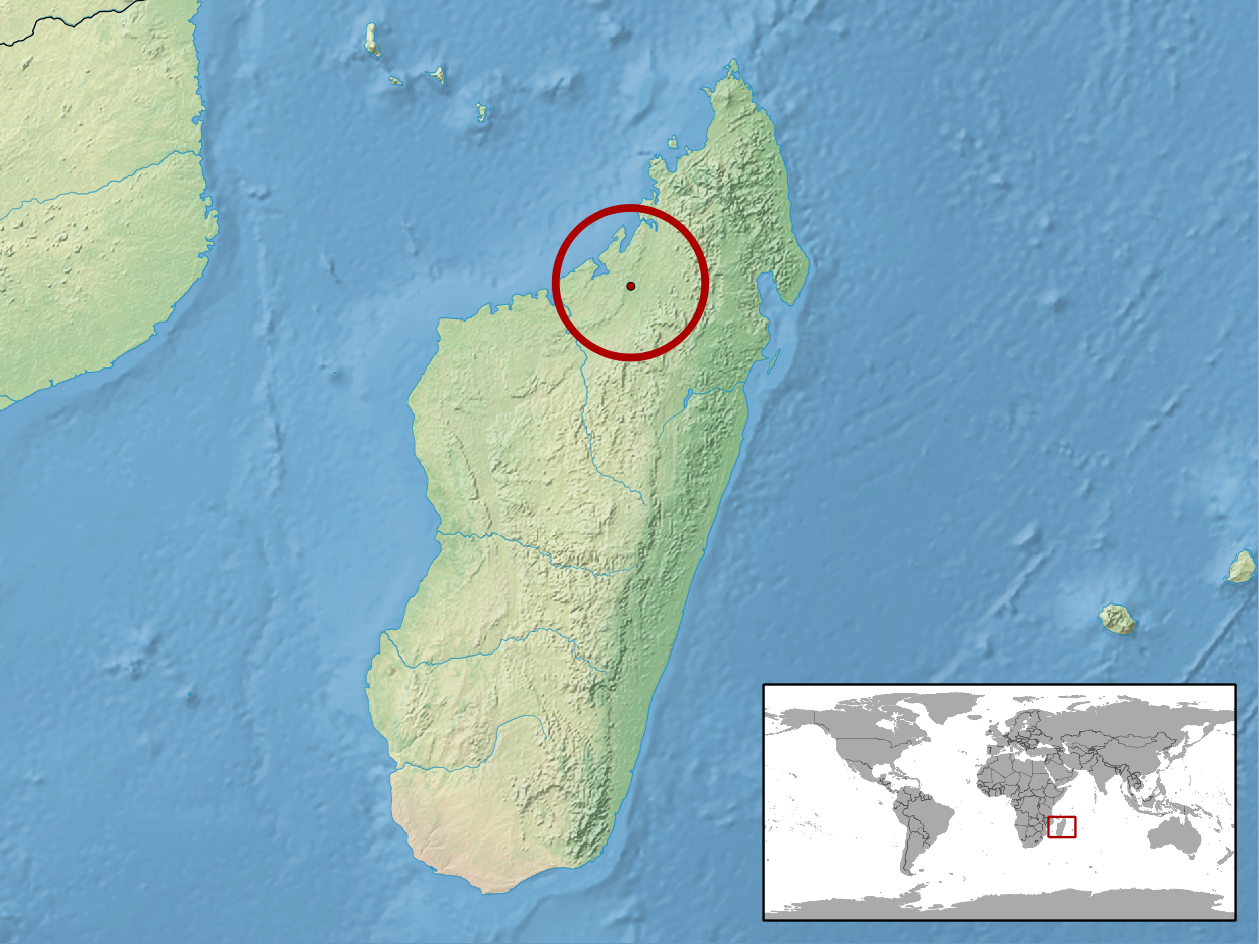
Distribution de l'espèce.

Cette espèce est endémique de la région de Sofia à Madagascar. L'holotype et le paratype proviennent de la commune urbaine de Boriziny.

## Description

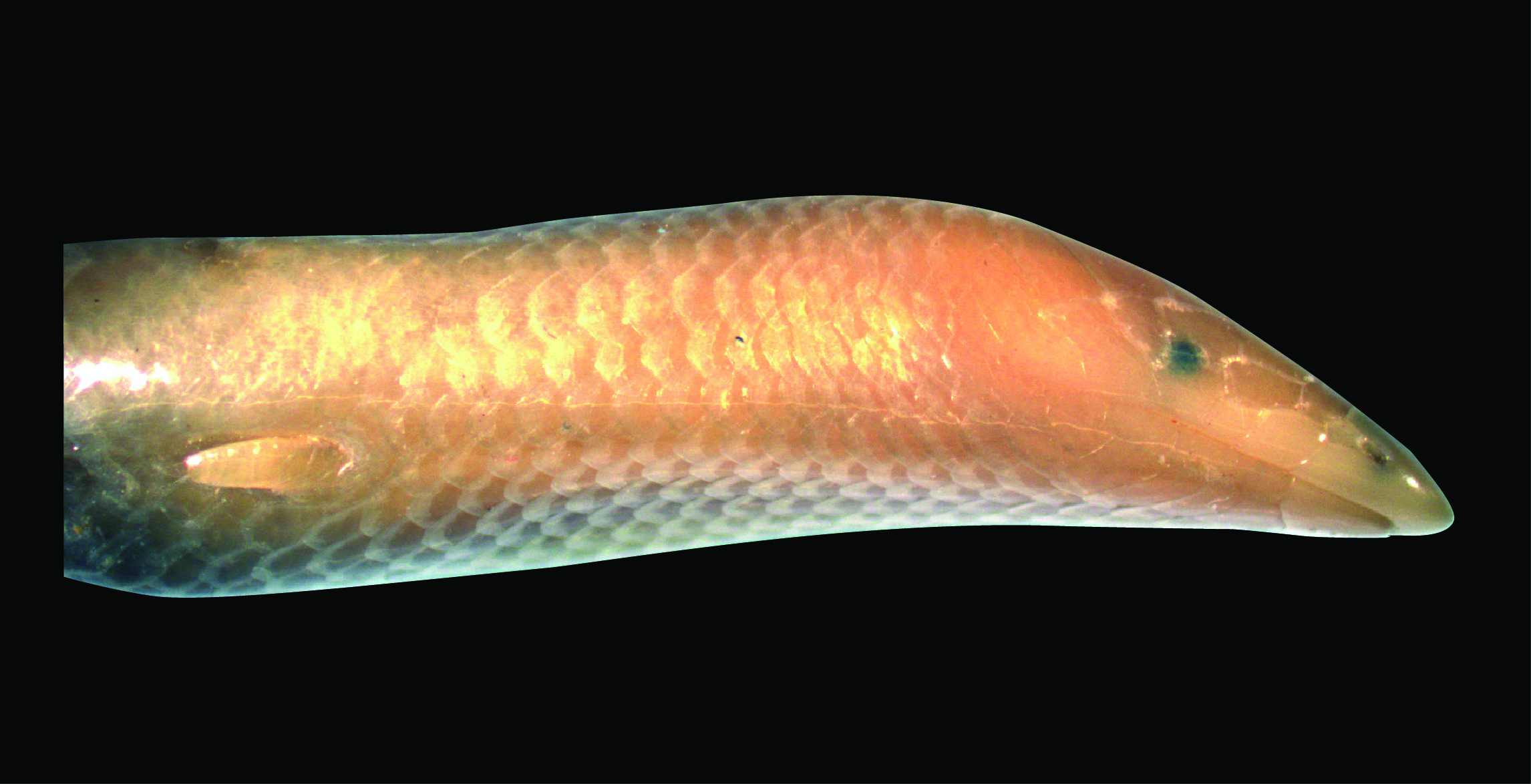
Sirenoscincus mobydick.

Ce lézard vit sous terre, est dépigmenté et a perdu ses pattes postérieures mais a conservé des membres antérieurs. « Un plan d'organisation morphologique qui rappelle celui des cétacés, souligne le CNRS ».

## Étymologie
Cette espèce est nommée en référence à Moby Dick, le cachalot albinos imaginé par Herman Melville, du fait de ses caractéristiques peu communes comme l'absence de membres postérieurs, la présence de membres antérieurs ressemblant à des nageoires de dauphin, des yeux très petits et une absence totale de pigmentation.

## Publication originale
- Miralles, Anjeriniaina, Hipsley, Müller, Glaw & Vences, 2012 : Variations on a bauplan: description of a new Malagasy “mermaid skink” with flipper-like forelimbs only (Scincidae, Sirenoscincus Sakata & Hikida, 2003). Zoosystema, vol. 34 no 4, p. 701-719.